# Efecto cuerno
El efecto cuerno, estrechamente relacionado con el efecto halo, es una forma de sesgo cognitivo que hace que la percepción que uno tiene de otro esté indebidamente influenciada por un único rasgo negativo. Un ejemplo del efecto cuerno puede ser que es más probable que un observador suponga que una persona físicamente poco atractiva es moralmente inferior a una persona atractiva, a pesar de la falta de relación entre la moral y la apariencia física.

## Origen del término
El término se deriva de la palabra inglesa "cuerno" y se refiere a los cuernos del diablo. Esto contrasta con la palabra halo y el efecto halo, basado en el concepto de halo de un santo. 
En un estudio de 1920 publicado por Thorndike que se centró en el efecto halo, se observó que "las calificaciones aparentemente se vieron afectadas por una marcada tendencia a pensar que la persona en general es bastante buena o más bien inferior y colorear los juicios de las cualidades por este sentimiento general".  

### Terminología alternativa
A veces se le llama efecto horn, efecto halo inverso o efecto diablo . 

## Sesgo en acción
El efecto cuerno ocurre cuando "los individuos creen que los rasgos negativos están conectados entre sí". Es un fenómeno en el que el juicio de un observador de una persona se ve afectado adversamente por la presencia de (para el observador) un aspecto desfavorable de esta persona. 
- The Guardian escribió sobre el efecto del diablo en relación con Hugo Chávez: "Algunos líderes pueden llegar a ser tan demonizados que es imposible evaluar sus logros y fracasos de manera equilibrada".[6]

- La relación del crimen con el atractivo también está sujeta al efecto halo. Un estudio presentó dos delitos hipotéticos: un robo y una estafa. El robo involucró a una mujer que obtuvo ilegalmente una llave y robó $ 2,200; la estafa involucró a una mujer que manipulaba a un hombre para invertir $ 2,200 en una corporación inexistente. Los resultados mostraron que cuando la ofensa no estaba relacionada con el atractivo (como en el robo), el acusado poco atractivo fue castigado más severamente que el atractivo. Sin embargo, cuando el delito estaba relacionado con el atractivo (la estafa), el atractivo demandado fue castigado más severamente que el poco atractivo. El estudio imputa que la indulgencia habitual dada a la mujer atractiva (como resultado del efecto halo) se negó o se revirtió cuando la naturaleza del crimen involucró su apariencia.[7]